# محافظة بارق
بارق هي محافظة سعودية تقع في منطقة عسير في الجنوب الغربي للمملكة العربية السعودية، شمال مدينة أبها بحوالي 120 كيلومتراً. يخترقها الطريق الإقليمي (اليمن، جيزان، أبها – مكة، جدة). تحدها من الشمال المجاردة ومن الجنوب محايل ومن الشرق تنومة ومن الغرب القنفذة.
بارق هي إحدى أكبر المحافظات في منطقة عسير مساحةً إذ يبلغ إجمالي مساحتها 5400 كلم مربع. وقد أثبتت الدراسات الأخيرة أن محافظة بارق تتميز بما نسبته 40% من الأراضي الصالحة للاستثمار وهي ثاني أعلى نسبة بين محافظات المنطقة حيث تأتي في المقدمة محافظة محايل وتستحوذ على ما نسبته 55%، وفي بارق فرص استثمارية ضخمة تؤكد كل الدراسات نجاحها للموقع الذي تتميز به.
عُرِفَت قبل ظهور الإسلام بمنطقة بارق، وهي ديار يَمرُّ بها طريق التجارة القديمة من اليمن إلى مكة المكرمة ثم بلاد الشام التي تُعرف برحلة الشتاء والصيف. كان يُقام فيها سوق حباشة في أول شهر رجب لمدة ثمانية أيام، وهو واحد من أعظم أسواق العرب على الإطلاق وكان آخر سوقٍ خربَ من أسواق الجاهلية. وفي أواسط القرن السابع الميلادي دخلت قبائل بارق في الإسلام، ولعبت دوراً مفصلياً ورئيسياً في الفتوحات الإسلامية، وقد استوطن الكثير من أفرادها في البلاد المفتوحة خلال تلك العصور.
يبلغ عدد سكان محافظة بارق بحسب إحصائيات عام 2015، 75,351 نسمة؛ منهم 50,113 في مدينة بارق، موزعين على الأحياء والقرى. وتنتشر فيها القرى المجهولة، والمزارع على سفوح الجبال والسهول كما تخترقها العديد من الأودية، وتعتبر إحدى مشاتي منطقة عسير لما فيها من طبيعةٍ خلاَّبةٍ واعتدالٍ في الجو خلال الشتاء.
وتعتبر بارق محافظة ومدينة، أي أنها محافظة تشغل كامل مساحتها مدينة واحدة، وفي الوقت نفسه مدينة كبيرة تشكل محافظة بذاتها. تمتاز بتنوع تضاريسها وهذا يوفر لمناخها تنوعا فريدا، فأجزاء منها تصلح لأن تكون مشتى، وأجزاء منها تعد مصيفاً جميلاً. وهذا يعتمد على الموقع الذي تختاره صيفاً أو شتاء. وتعد بارق الأغزر أمطاراً في شبه الجزيرة العربية، حيث يصل المعدل السنوي للأمطار في بارق حوالي 700 مليمتر.

## التسمية
سميت منطقة بارق بهذا الاسم نسبة إلى بارق بن عدي بن حارثة بن عمرو مزيقياء بن عامر بن حارثة بن امرئ القيس بن ثعلبة بن مازن بن الأزد بن الغوث بن نبت بن مالك بن زيد بن كهلان بن سبأ بن يشجب بن يعرب بن قحطان بن عابر. قال ياقوت الحموي في معجم البلدان في قول مؤرج السدوسي: «بارق جبل نزله سعد بن عدي  بن حارثة بن عمرو مزيقياء الأزدي فسمُّي به، هم إخوة الأنصار وهم بتهامة». كما ورد ذكر بارق في النقوش السبئية القديمة كَأَحَد مخلاف اليمن القديم.

## التاريخ

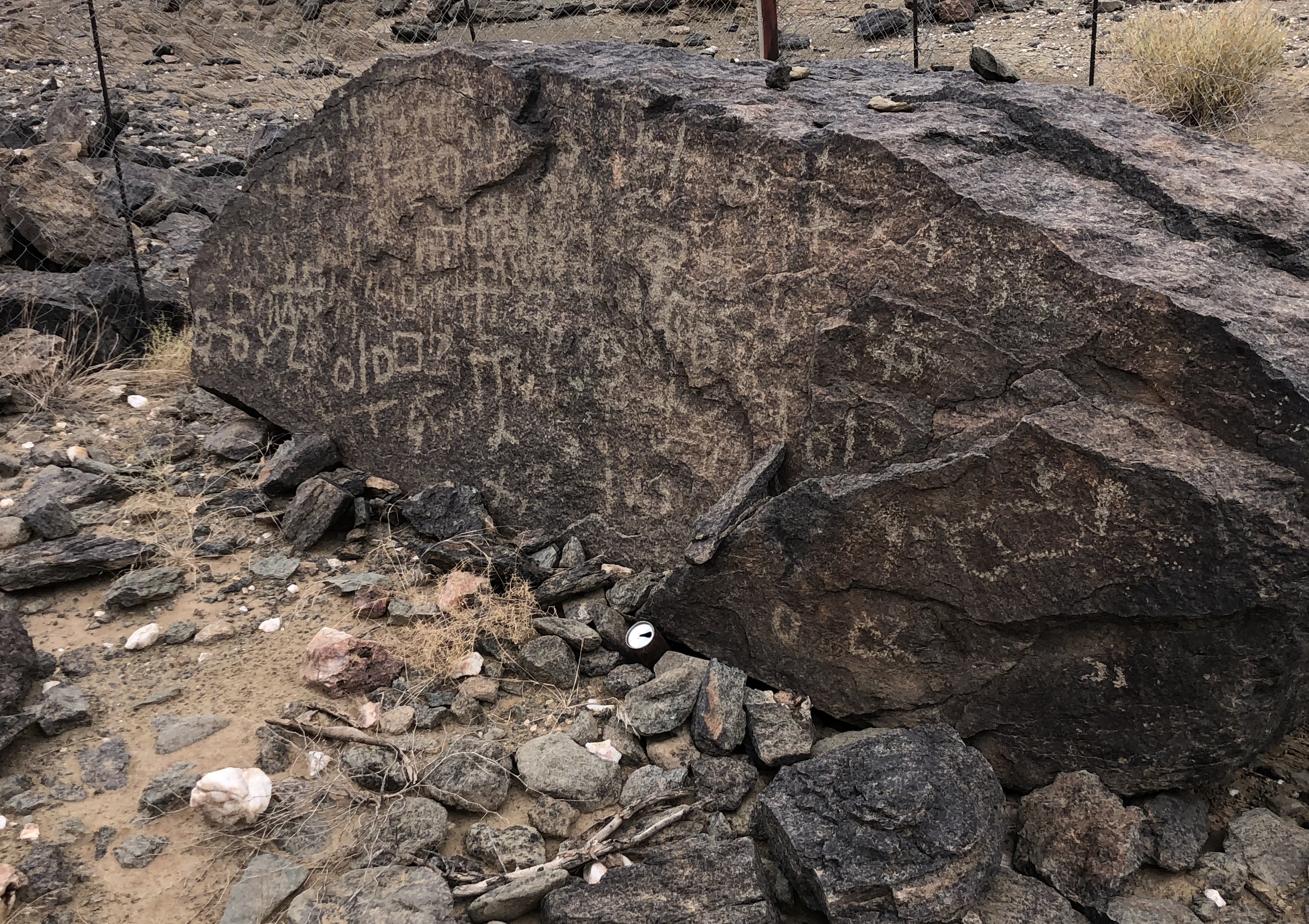
صخرة منقوشٌ عليها بخط المسند القديم، وتقع في الجهفة من طريق القوافل القديمة. ويُعرف لدى السكان المحليين باسم «الغار المُكتَّب».

نقشٌ تاريخي علي صخرة في قرية اللوح ببارق، ويظهر على النقش رسوم آدمية ومشاهد لمعارك قتالية.

ذكرها كثير من المؤرخين والكتاب العرب بدايةً بالمؤرخين الأوائل مثل: ابن إسحاق مروراً بابن الكلبي، وابن هشام، وابن سعد، وخليفة بن خياط، والبلاذري، والطبري، وابن عبد ربه، وابن دريد، وأبو الفرج الأصفهاني، وغيرهم. ولا يكاد يخلو أيٌّ مصدر من أمَّهات الكتب العربية من ذكر بارق، كما أن لها واسع الذّكر في كتب التراث. أمَّا جغرافيًا فقد ذُكِرَت بارق في الكتب الجغرافية القديمة، ومنها كتب أبو محمد الهمداني وياقوت الحموي، وكان أول ذكر جغرافي لها للهمداني (المتوفى سنة 336هـ) في كتاب صفة جزيرة العرب، وحدَّد موقعها بالتفصيل فقال: «مساقط بلاد بارق من غور السراة وهي: بقرة، الملصة، سران، ذات أعشار، وثربان جبل لهم من ناحية ذات أعشار وأعلى قنونى». وأيضاً قال:«سراة عنز وسراة الحجر نجدها خثعم وغورهم بارق». وفي موضع آخر قال:«خثعم وشرقيها ما جاور بيشة من بلد خثعم وأكلب وغوريها بلد بارق». وقال أبو علي الهجري (المتوفى سنة 300هـ):«بنو رسل حي من الأزد ثم من بارق، بصدر الحضنة من تهامة». وفي موضع آخر قال: «يرفا، وهو ابن الهنو بن الأزد، قبيل من الأزد مخبتون، معناه: منزلهم الخبت، والخبت أقرب أرض التهمة إلى البحر، ثم الحضنة، وهي جر الطود، ثم الطود.»

### تأسيس بارق
بارق منطقة قديمة وموغلة في القدم والتاريخ، حيث يعود تاريخها إلى أكثر من 4000 عام. وهي مركز قديم من مراكز الاستيطان في جنوب الجزيرة العربية، وقد تعاقب السكان على بارق منذ إنشائها، فقد سكنها العماليق، ومن بعدهم قبائل اليمن من السبئيين والمعينيون والحِميريين.
حسب كتابات التراث العربي، فإنه وعلى إثر انهيار سد مأرب ما بين عام 115 ق.م و200م، نزحت عدّة قبائل عربية من مملكة سبأ في اليمن شمالاً، ومن هذه القبائل قبيلة بارق وهي قبيلة أزدية. وعندما وصلت القبيلة إلى أرضٍ في «أغوار السراة»، أعجبت بما فيها من أرض خصبة وأودية كثيرة فاستقروا فيها، وسُمِّيت بعد ذلك باسمهم بارق. وقال في ذلك: شاعرهم الجاهلي جماعة البارقي في هجرة الأزد بادئاً قصيدته بذكر الغور (أرض قومه بارق):

### التاريخ القديم

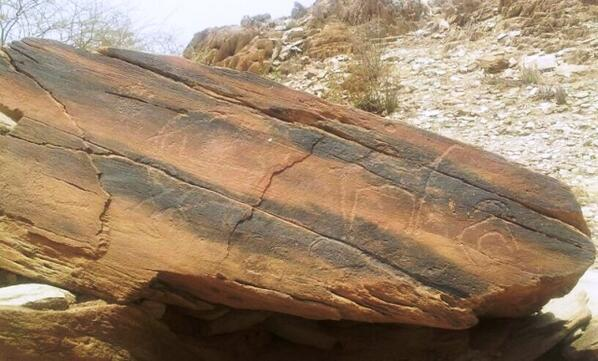
صخرة منقوشٌ عليها رسوم وهي عبارة عن أشكال حيوانية، وتنتشر هذه النقوش القديمة كثيراً في بارق.

كان يوجد في بلاد بارق سوق حباشة الذي احتلَّ مكانةً بارزةً بين أسواق العرب في الجاهلية، وقد تاجر النبي محمد بن عبد الله وباع فيه واشترى، وقد كان تاجراً فيه لصالح السيدة خديجة قبل البعثة النبوية.
ولبارق تاريخ حافل في الجاهلية، فقد كانوا من أثرى القبائل عدداً وأحصنها بلاداً، وبلغ من شأنهم أنهم قبيل الإسلام وضعوا إتاوة (خراجاً) على عير قريش المتوجهة نحو اليمن وفي ذلك يقول سراقة الأكبر البارقي:
شارك رهط معقر البارقي بطنٌ من بارق بنّحوُ عشرين فارساً في يوم شعب جبلة أعظم أيام العرب في الجاهلية، وكانوا قد حالفوا «بني نمير» لدم أصابوه في بارق وهذا سبب حضورهم، وكان لهم في ذلك اليوم أحسن البلاء. قال شاعرهم معقر البارقي في ذلك اليوم قصيدته المشهورة التي مطلعها:
شارك آل بارق مـع قومهم الأزد في حروبهم ضد قريش، وقال شاعرهم سراقة الأكبر بن مرداس في يوم مقتل أبي أزيهر الدوسي قصيدته المشهورة التي مطلعها:
ساد رَهْط عرفجة البارقي بطنٌ من بارق في الجاهلية بجيلة بعد أن أصابوا دماً في قومهم بارق، فسكنوا أرض بجيلة فحالفتهم بجيلة فبلغوا من العلوُّ والشَّرف والمجد فيهم ما بلغوا. فكانوا سادتهم وسفراءهم، وكان آخر سيد من بارق الصحابيُّ الجليل عرفجة البارقي. حتى تنازل عام 13 هـ في خبرٍ طويلٍ عن السيادة والقيادة إلى جرير البجلي.
نساء بارق أمَّهات قبائل العرب، ومنهنّ: جميلة بنت عدوان، وهي أم فهر بن مالك الجد العاشر للنبي محمد بن عبد الله أبو قريش. وأسماء بنت سعد البارقي زوجة مرة بن كعب الجد السادس للنبي محمد بن عبد الله، وهي أم تيم أبو بني تيم وأم يقظة جد بني مخزوم. وفاطمة بنت عوف البارقي وهي أم مخزوم أبو بني مخزوم. وأم عشب ابنة عدي البارقي أم قبيلة وادعة.

### العهود الإسلامية الأولى

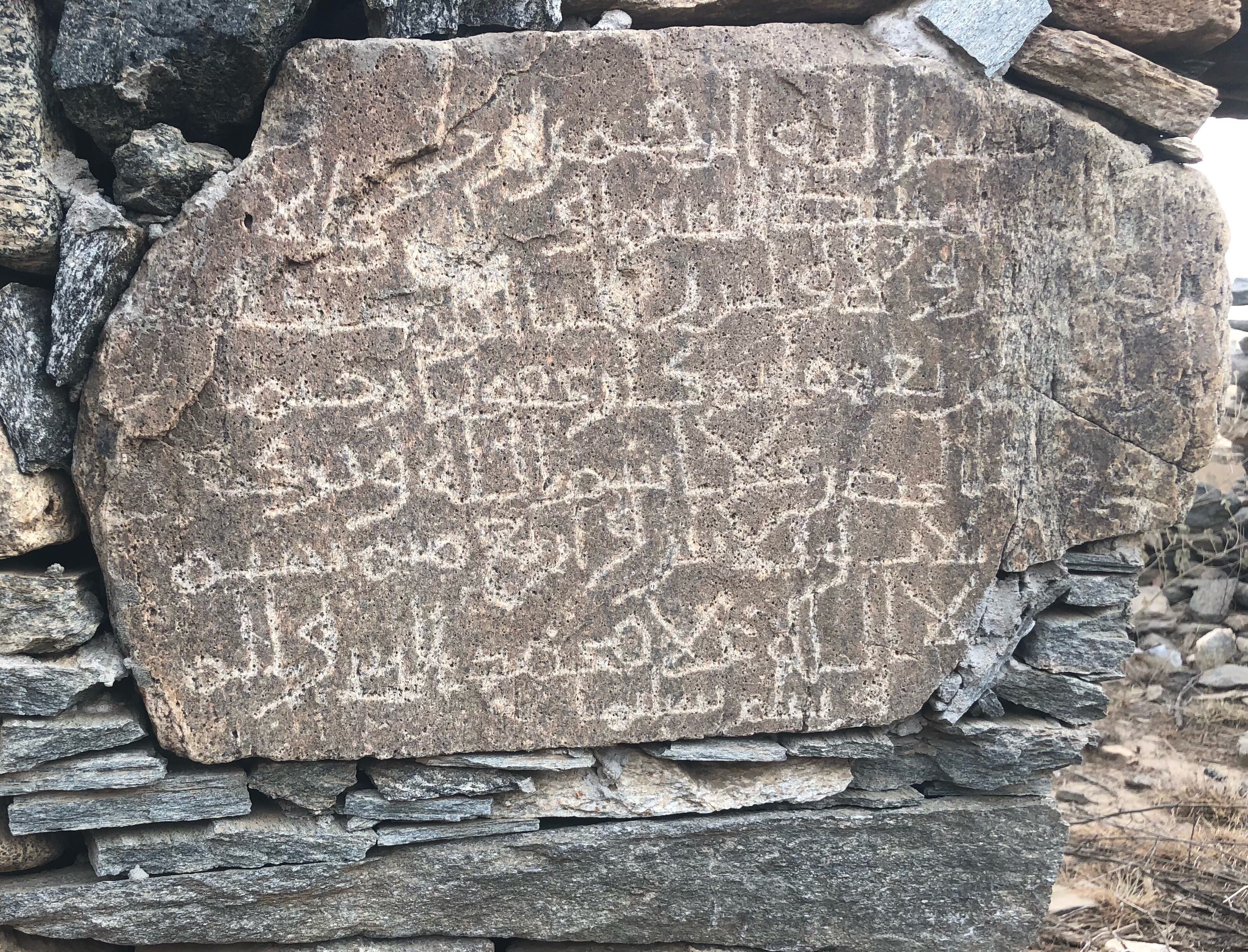
نقش بالخط الكوفي مؤرخ سنة 433 هـ لتأسيس أحد الحصون.

بظهور الإسلام بدأت مرحلة جديدة في تاريخ المنطقة، ومع بداية الفتوحات الإسلامية في القرن السابع الميلادي، تمَّت دعوة البلاد المجاورة إلى الدخول في الإسلام. وكانت بارق من أوائل المناطق التي أُرْسِلَ إليها دعاةٌ ليُدخلوا سكانها في الدين الجديد، فوفدت القبائل من بارق إلى النبي محمد تبايعه بالإسلام في العام 9 هـ 630م (عام الوفود)، وقد تشرَّفوا بخطاب النبي المشهور لهم الذي قال فيه:
| محافظة بارق | هذا كتابٌ من محمد رسول الله لبارق، لا تجذ ثمارهم ولا ترعى بلادهم في مربع ولا مصيف إلا بمسألةٍ من بارق. ومن مرَّ بهم من المسلمين في عرك أو جدب فله ضيافة ثلاثة أيام، وإذا أينعت ثمارهم فلابن السبيل اللقَّاط يوسع بطنه من غير أن يقتثم. | محافظة بارق |

وشهدَ على هذا الكتاب أبو عبيدة بن الجراح وحذيفة بن اليمان، وكتبه أبي بن كعب.
ناصر آل بارق الدعوة الإسلامية في عدة فتراتٍ وحقب، ومنها عصر الخليفة أبي بكر الصديق، عندما شاركوا في حروب الردة، ومن أبرز من شاركوا منهم:
1. عرفجة بن هرثمة البارقي: كان قائد الحملة التي أرسلها أبو بكر الصديق إلى مهرة لمَّا ارتدَّ أَهلها مع اللقيط بن مالك بن فاهم الأزدي.[77][78]
2. حذيفة بن محصن البارقي: كان قائدَ الحملة التي أرسلها أَبو بكر الصديق إلى عمان لما ارتدَّ أَهلها.[79][80][معلومة 12]
3. عروة البارقي: كان تحت لواء خالد بن الوليد في حربه ضدَّ المرتدين.[81] كما شارك في فتوحات العراق في عهد أبو بكر وكان قائداً في معركة الخنافس التي انتصَرَ جيشه فيها في السنة 12 هـ.[82][83]

أَسْفَل قرية العجمة ببارق عام 1946م.

وفي عصر الخليفة عمر بن الخطاب كانت بارق من أوائل القبائل التي استجابت لدعوته في الانضمام إلى الجيوش الإسلامية الموَّجهة إلى الفتوح الإسلامية في فتح فارس والشام. وفي شعبان عام 13 هـ الموافق نوفمبر عام 634م قدم على عمر غزاةٌ من قبائل بارق وكنانة في 700 رجل - وعامَّتُهم من بارق - يطلبون الجهاد في الشام، فأثنى عليهم عمر ووجَّههم إلى العراق بعد هزيمة المسلمين في موقعة الجسر على يد الفرس. أمَّر عمر على بارق الصحابيَّ الجليل عرفجة بن هرثمة البارقي، فكانوا تحت لواءه في جميع المعارك التي خاضها، وكانت أوَّل مواجهاتهم معركة البويب في 12 رمضان عام 13 هـ، وكان لهم فيها أحسن البلاء. وذكر أن كلَّ واحدٍ منهم كان يقتل عشرةً أو عن عشرة.
شارك منهم 1,500 رجل - وفي رواية الطبري 700 رجل - في معركة القادسية في 13 شعبان عام 14 هـ / 16 نوفمبر عام 636م، بقيادة قائدهم الصحابيّ حميضة بن النعمان البارقي. وكان حذيفة بن محصن البارقي ورئيسهم عرفجة البارقي من الوفد الذي فاوض رستم. كما شاركَ منهم المئات في الفتح الإسلامي لفارس، فكان عرفجة بن هرثمة البارقي قائداُ في فتح الموصل كما كان قائد الخيل في تكريت. كما وقد شاركت قبيلة بارق في فتح المدائن، ومن أبرز من شارك منها غرقدة البارقي وعروة بن الجعد البارقي، وعرفجة بن هرثمة، الذي كان قائد أوَّل غزوة بحرية في الإسلام.

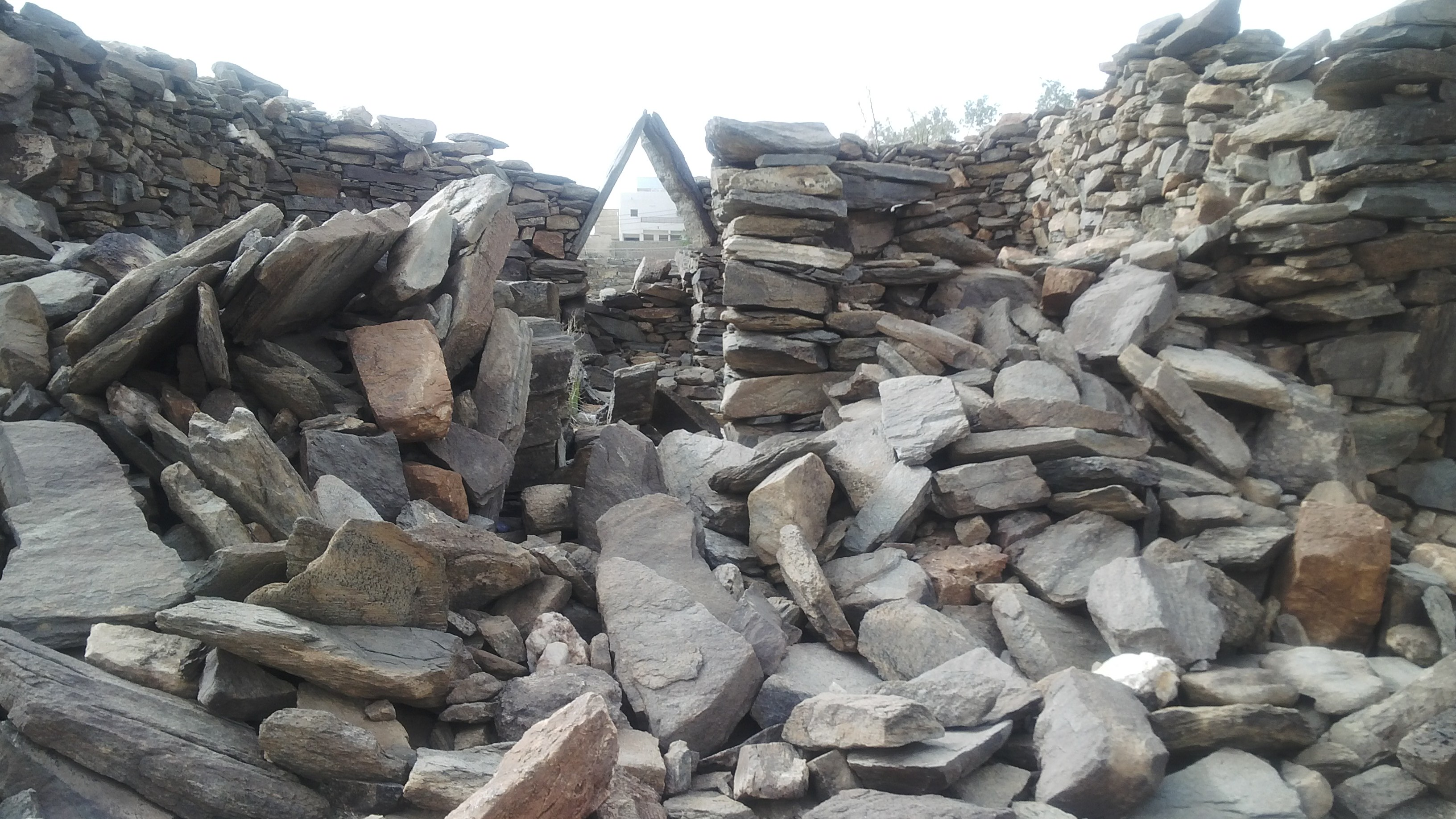
آثار مسجد قديمٍ بقرية بادي ببارق.

في عصر الخليفة عثمان بن عفان وامتداداً لعهد عمر واصَلَ رجال بارق الانضمام إلى الجيوش الإسلامية، ومن أبرز رجال بارق الفاعلين في عهد عثمان:
1. عرفجة بن هرثمة البارقي: كان والياً على الموصل حتى مقتل عمر وظلَّ والياً من بعده، فأمره عثمان بالعودة إلى ساحات القتال في بلاد فارس، لكنه ما لبث أن أعاده مرَّة أخرى والياً على الموصل وأمره بتجنيد المدينة، فقام بتوطين أربعة آلافٍ من العرب بها وظلَّ حاكماً لها حتى مقتل عثمان.[106]
2. عروة البارقي: كان من صحابة الكوفة الذين ثاروا على سعيد بن العاص لسوء إدارته، وقيل اعتراضاً على عثمان لأنه ولَّى التابعي سعيد بن العاص وهو من أقاربه على الكوفة وتجاهَلَ الصحابة الأحقَّ بها.[107][108] بعد فشل الثورة نَفَاهُم والي الكوفة سعيد بن العاص منها إلى الشام بأمر عثمان،[109] فكان فيمن حضر فتوحَ الشام ونزلها.[110][111] وبعد عودة عروة والصحابة من الشام دخلوا بقيادة مالك الأشتر إلى قصر الإمارة فور عودتهم، وأخرجوا ثابت بن قيس خليفة الوالي عليه، واستطاع أهل الكوفة على إثر ذلك منع سعيد بن العاص والي الكوفة من العودة إليها.[112][113]

في عصر الخليفة علي بن أبي طالب اشترك أهل بارق بالقتال مع الإمام علي بعد فتنة مقتل عثمان، بقيادة الصحابي عروة البارقي، وكان شريفاً مُطاعاً في قومه. وقد قُتل مع علي في معركة الجمل منفردتاً أربعة آلاف من الأزد، ومِن أبرز مَن شاركوا في معارك عليٍّ: أم الخير بنت الحريش البارقي وعروة البارقي وعبد الله بن عمار بن عبد يغوث البارقي وعمرو بن سعيد البارقي وعمرو بن بعجة البارقي وحبان بن الحارث البارقي، وغيرهم. وبعد النَصْرٌ في النهروان قال علي بن أبي طالب: قصيدةً مَدَحَ الأزد فيها، وهم بارق والأنصار وشنوءة آنذاك، والتي مطلعها:
وقد ناصَرَ من بعده رجال بارق الحسين بن علي عندما لم يناصره أحد، فكان منهم قتلى في واقعة الطف (معركة كربلاء)، من أبرزهم عمرو بن خالد وخالد بن عمرو بن خالد وإبراهيم بن الحصين. كما كان منهم من شهد معركة كربلاء، وروى عنهم وهم: عبد الله بن عمار بن عبد يغوث البارقي وسراقة البارقي، الذي قال أبياته المشهورة حينها في مقتل آل الرسول:

أحد الحصون القديمة في بارق.

شارك آل بارق في سنه 75هـ بقيادة عبد الرحمن بن مخنف الأزدي في قتال الأزارقة الخوارج، في 20 ألف مقاتل، ثمانية آلافٍ منهم من الأزد، منقسمين بين غامد وبارق، وفي ذلك يقول سراقة البارقي:
وقُتل في هذه المعركة قائدهم عبد الرحمن بن مخنف الأزدي ومرداس البارقي وعدد كبير منهم وفي هذا أنشد سراقة البارقي في رثائهم:
وقد تَعَهَّدَت الأزد بالأخذ بدم ابي مخنف وأصحابة من الخوارج الأزارقة، فكان نهاية الأزارقة ومقتل قائدهم قطري بن الفجاءة على يد سورة بن أبجر البارقي سنة 77 هـ.
ناصَرَ أهل بارق زيد بن علي بن الحسين بن علي بن أبي طالب، لمَّا خرج على هشام بن عبد الملك عام 122هـ، وبويع زيد بن علي من 18 ألف شخصٍ من أهل الكوفة، لكنَّهم خذلوه، فلجأ إلى ديار بارق فنزَلَ فيهم في منزل نصر بن عبد الرحيم البارقي، وقد ذكر أبو حمزة الثمالي أن زيداً كان يتخفَّى في دور بارق وبني هلال قبيل مقتله، فبلغ يوسف بن عمر والي العراق مكانه فقدم فيما يزيد عن عشرة آلاف مقاتلٍ إلى ديار الأزد بين دور بارق وبني دوس، فخرج زيد لقتالهم في 218 رجل من أنصاره من بارق وشرفاء أهل الكوفة، فكان منهم قتلى كثيرون، ومنهم الشهاب بن عبد الله البارقي وحسان بن قائد البارقي ورجاء بن هند البارقي وعبد العزيز بن أبي عثمان البارقي وحسان بن أبي حسان البارقي الخياط وعبيدة بن الجعد البارقي وعبد اللّه بن أبي عثمان البارقي
وحسان بن فايد البارقي، وقال في ذلك اليوم قصيدته التي منها:

### العصور الوسطى

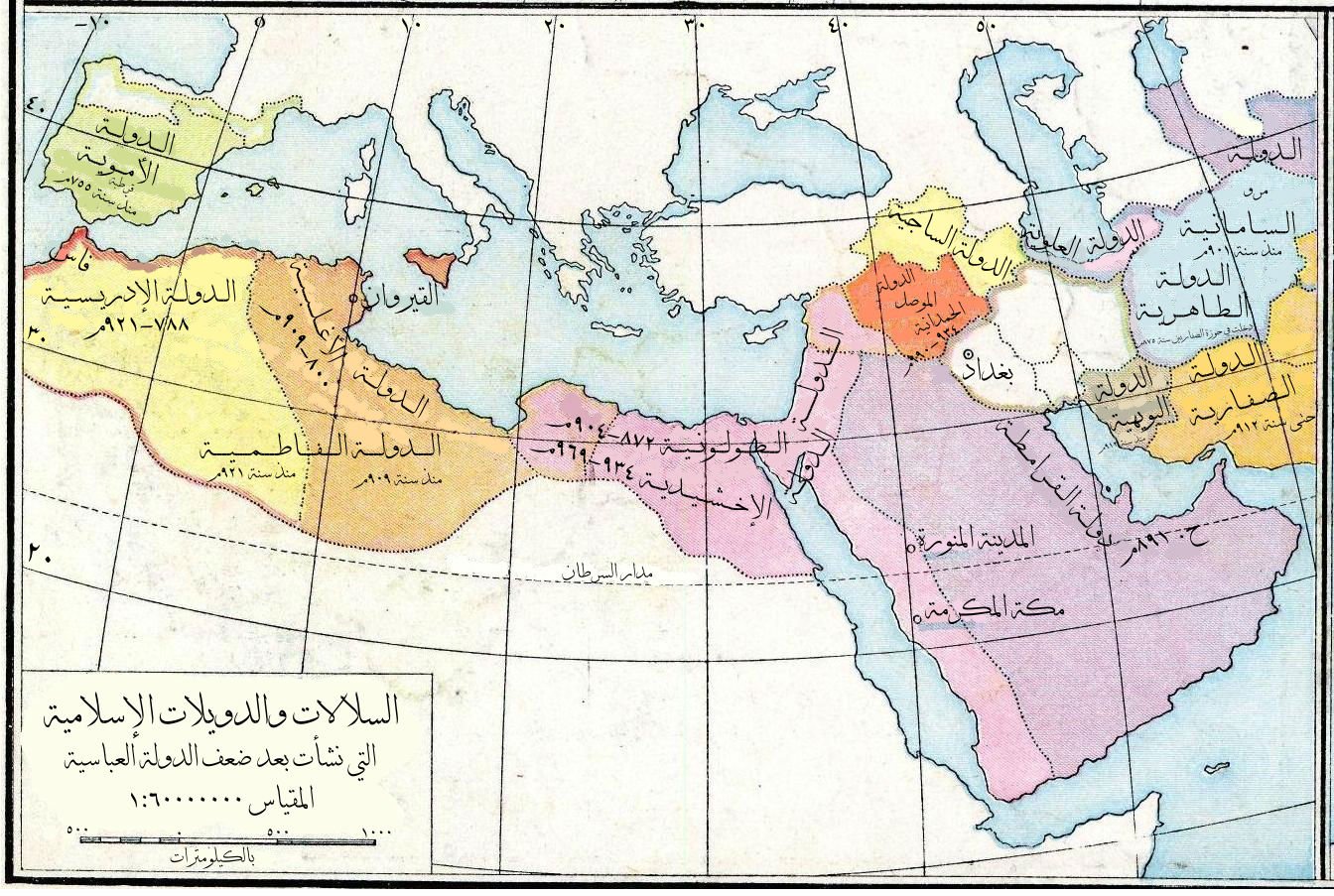
حدود الدولة الطولونية.

بعد انقضاء دولة الخلفاء الراشدين باتّفاقٍ بين الحسن بن علي ومعاوية بن أبي سفيان تنازل الحسن عن الخلافة إلى معاوية حقناً لدماء المسلمين، فأصبح معاوية خليفة المسلمين وبدأت الدولة الأموية ودخلت بذلك بارق في خلافة الأمويين (41 - 132 هـ/662 - 750م). تخللها بيعة أهل بارق إلى عبد الله بن الزبير بعد مقتل الإمام الحسين حيث أرسل إلى قبائل تهامة بالبيعة وبويع من الجميع. وقد انقسم أهل بارق في العراق إلى قسمين: منهم من كان مع المختار بن أبي عبيد الثقفي، والقسم الآخر كان مع مصعب بن الزبير، لكنَّ الجميع اجتمعوا على نبذ الدولة الأموية، ومن هنا تلاشى تدريجياً دور أهل بارق لعداوتهم للدولة الأموية بعكس دورهم الفعال في عهد الخلفاء الراشدين. ومن بعدها دخلت المنطقة تحت سيطرة الدولة العباسية (132 هـ- 656هـ)، وبعد ضعف الدولة العباسية في العصر العباسي الثاني ظهرت الدويلات الإسلامية المتفرّقة، ومنها الدولة الطولونية التي بسطت نفوذها على الحجاز والجزء الغربي والشمالي من اليمن بما في ذلك منطقة بارق، ودامت سيطرتها من عام 274 هـ إلى 293 هـ، إلا أن الدولة العباسية استطاعت استرجاع هذه المنطقة عام 293 هـ، وظلَّت تحت سيطرتها حتى عام 330 هـ. وقعت بارق بعد ذلك في قبضة الدولة الإخشيدية، من عام 330 هـ إلى 363 هـ، ثم الدولة الفاطمية في عام 463 هـ، ثم بسطت الدولة الأيوبية نفوذها على شمال اليمن وبالتالي على بارق بدورها، وكان الحكم العشائريّ طاغياً على بارق حتى جاءت الدولة العثمانية وسيطرت على المنطقة بأسرها، وباتت بارق مركزاً مهماً.

### العصر الحديث والمرحلة المعاصرة

بارق تحت الحكم العثماني في القرن السابع عشر.

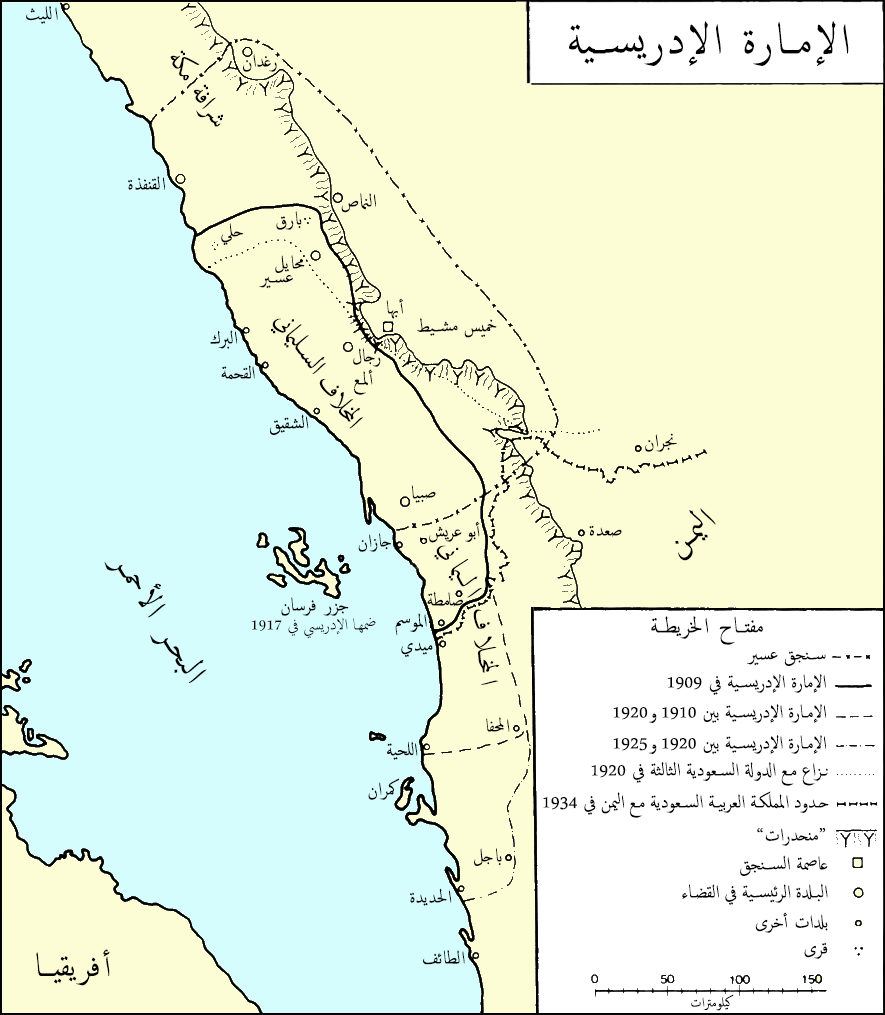
بارق في حكم الأدارسة عام 1910م.

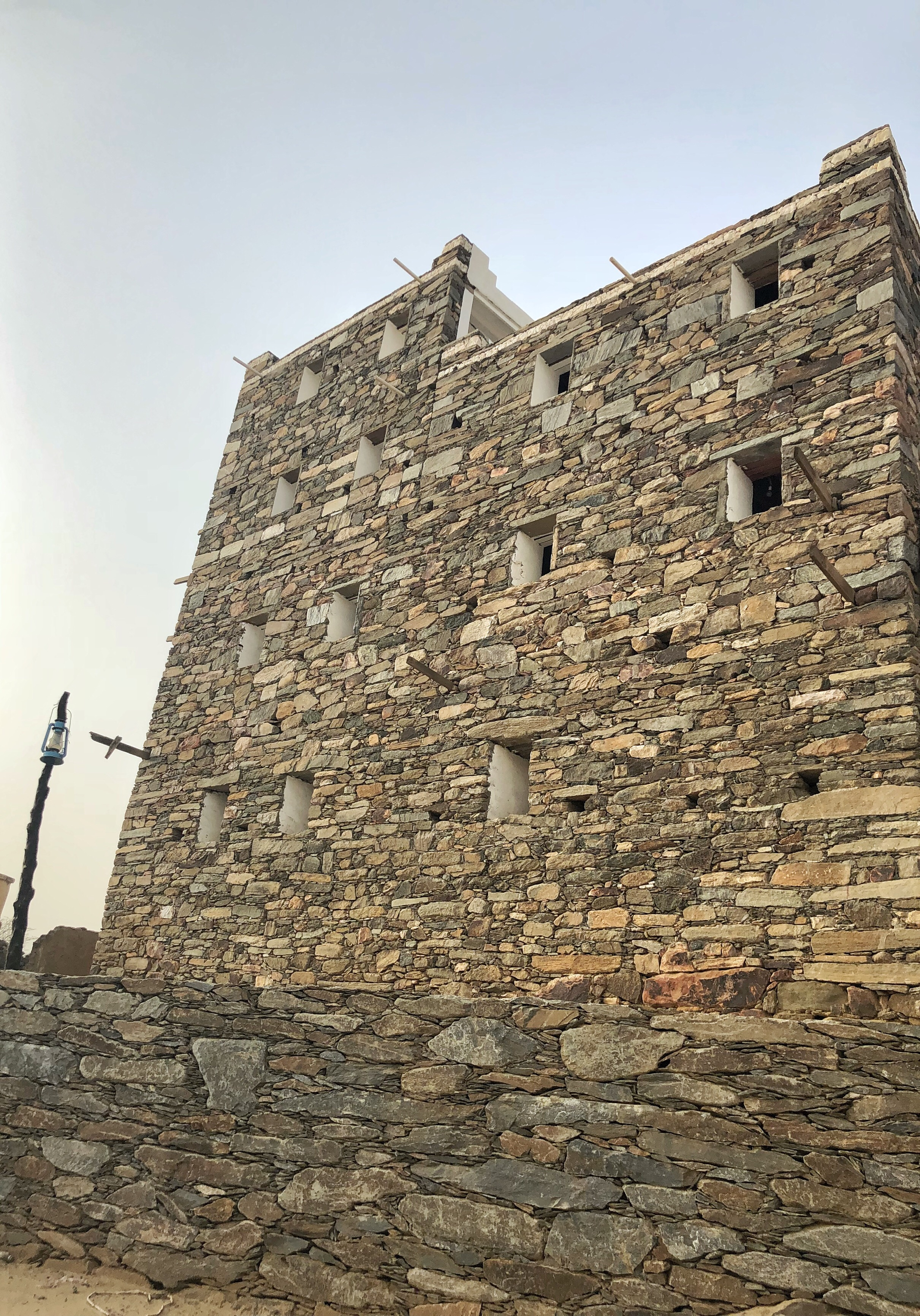
قصر ساحل التاريخي

تخلَّلت حكم العثمانيين لبارق سيطرة بعض حكام الإمارات على المنطقة لفتراتٍ متفاوتة، مثل الأدارسة والدولة السعودية الأولى والحكم العشائري لقبائل بارق. ويرجع تأسيس مقرّ الدوائر الحكوميَّة ببارق إلى العهد العثماني، وكان قبلاً على حافَّة سوق ربوع العجمة من بلاد حميضة من قبائل بارق، ثم نُقِلَ في عهد الملك حسين إلى القرية المعروفة بساحل، وما زال بها إلى الآن. وقد حكَمَ العثمانيُّون بارق على مرحلتين، الأولى في الربع الآخير من القرن السابع عشر الميلادي الموافق القرن الحادي عشر الهجري وحتى عام 1809م الموافق 1224هـ، حيث دخلت بارق تحت حكم الدولة السعودية الأولى باتّفاقٍ بين سعود بن عبد العزيز بن محمد وشيخ بارق أحمد بن زاهر. الذي كان له دورٌ كبيرٌ في إقناع قبائل بارق بالدعوة الوهابية وقد ظلَّت بارق تحت الحكم السعودي لمدَّة سبعة أعوامٍ فقط، حتى سقوط الدولة السعودية الأولى عام 1816م، ولم يتاثَّر سكان بارق بالدعوة الوهابية آنذاك. بعد سقوط الدولة السعودية حاول العثمانيّون استعادة بارق، لكن محاولاتهم باءت بالفشل. وفي شهر شعبان من عام 1254هـ الموافق 1838م ضمن هجمات قوات محمد علي باشا في شبه الجزيرة العربية أرسل «أحمد باشا» حاكم الحجاز آنذاك حملة عسكرية، فتقدَّمت الحملة حتى وصلت بارق، وعندها قابلتها مجموعةٌ من قبائل بارق، ونشب القتال على حدود المنطقة بين الحملة الزاحفة ورجال بارق فكانت معركة شديدة طاحنة انتهت باندحار الحملة العثمانية وهزيمتها. ولمَّا وصل الخبر إلى حاكم الحجاز أحمد باشا انسحب من بلاد غامد وزهران خوفاً من ثورة القبائل، وعاد هارباً إلى مكة، وبتلك المعركة تمّ إيقاف الزحف العثماني نحو اليمن. عاد العثمانيّون بعد 30 سنة من هزيمتهم في ذي الحجة من العام 1288هـ الموافق 1872م واستطاع رديف باشا القائد العثماني الجديد الاستيلاء على بارق وإخضاعها إلى حكم الدولة العثمانية. وقد قام أهل بارق في عام 1910م الموافق 1328هـ بثورة ضد العثمانيّين بتحريضٍ من محمد بن علي الإدريسي، الذي دعاهم إلى الخروج عن العثمانيين لأنهم «دولة كفار»، فوفدت بعض قبائل بارق وعلى رأسها الشيخ ابن زعبانٍ والشيخ هيازع البارقي إلى الإدريسي تبايعه. فبعَثَ الإدريسي نائبه ابن عرار على بارق أميراً عليهم، وذلك لأهمية بارق لدى الإدريسي، وبعد أقلّ من عام في يوم الخميس 25 جمادى الآخرة من العام 1329هـ الموافق 22 يونيو عام 1911م قَدِمَ الشريف الحسين بن علي بقيادة جيشٍ جرَّار إلى بارق، ونشب القتال بينه وبين قوات الإدريسي المؤلَّفة من قبائل المنطقة، وانتهت المعركة المعروفة “بمعركة سهول” بمقتل مائة وعشرين رجلاً من بارق ومن جملتهم ابن عرار، وجلاء الأدارسة عن بارق، وتمَّت إعادة بارق إلى لواء الدولة العثمانية، فاستولى الجيش العثماني على غنائم المنطقة من المحاصيل وغيرها. وقد جاء على إثر ذلك الشيخ هيازع شيخ قبيلة آل موسى بن علي معتذراً، وكان ذكياً فصيحاً بتأثيره على الشريف الحسين، فتمَّ رفع السلب والنهب عن بارق إكراماً له.

قصر الميفاء التاريخي

#### عودة الأدارسة
قبيل الثورة العربية الكبرى بقيادة الشريف حسين بن علي ضدَّ الدولة العثمانية - التي كانت تسيطر على الحجاز وتهامة - عادَ دور الإدريسي إلى المنطقة، واستغلَّ انشغال الشريف حسين بن علي بالتجهيز للثورة، فاستدرج أهل بارق إلى صفّه، خصوصاً وأنه كان مقبولاً عند شيوخ قبائلها. وقد بايعه أهل بارق وناصروه في طرد الأتراك، وكان ذلك عام 1916م قبيل قيام الثورة العربية الكبرى. وفيما بعد عَيَّنَ الإدريسيُّ على بارق الأمير محمد بن هيازع البارقي (45 عام)، الذي وَصَفَ من قِبل الاستخبارات البريطانية بأنه ذكي ومُتروًى وحكيم.

#### الدولة السعودية
في عام 1338هـ دخلت منطقة عسير بالكامل تقريباً تحت حكم الدولة السعودية، باستثناء بارق ومحايل المتمرِّدتين، فأمر الملك عبد العزيز في شهر ربيع الأول سنة 1343هـ - بعد استقرار الوضع في عسير - بقوَّةٍ تسير إلى بارق بقيادة عبد الوهاب بن أبو ملحة، بالإضافة إلى 2,500 غازٍ من أعيان عسير، فاستولى هؤلاء على محايل وبعدها على بارق صلحاً. وقد دخلت بارق بذلك تحت الحكم السعودي في مطلع العام 1343هـ الموافق 1924م، وقامت فيها إمارةٌ في نفس العام، ورغم تأخّر انضمامها للكيان السعودي إلا أنَّها كانت ثاني مدن منطقة عسير التي تُقَام بها إمارة والأولى في تهامة، وذلك لرؤية الملك عبد العزيز لأهميّتها.

جانب من بارق عام 1946م - 1365 هـ.

## الجغرافيا

### الجيولوجيا

الصخور المتحولة، أحد المكونات الجيولوجية الأساسية في بارق.

تقع بارق ضمن تشكيلات الدرع العربي المكوَّن من صخور متحولة، وصخور جوفية اندساسية، وصخور جرانيتية، التابعـة لـدهـر طلائع الحياة (قبل الكمبري)، أما الأودية فتغطّيها ترسُّبات الحصى والرمال، ومعظم هذه الأودية التي تتشكل منها بارق تتبع في تكوينها حركات الصدوع والانكسارات التي مرَّت بالدرع العربي خلال الأزمنة الجيولوجية القديمة. يبلغ ارتفاع بارق حوالي 412 متراً فوق مستوى سطح البحر، ويمكن تقسيم تضاريس بارق إلى قسمين كالتالي:
- مرتفعات: تحيط ببارق من جميع الجهات ما عدى الجهة الشمالية، وهي عبارة عن جبال عالية ترتفع بعضها عن سطح البحر إلى ما يقارب 2,000 متر.
- منخفضات: وهي السهول والأودية، وتُشكِّل أكثر من نصف مساحة منطقة بارق، وعلى هذه السهول وضفاف الأودية تقوم قرى بارق. وتوجد بعض الغابات في الشمال والجنوب مثل:[175]
- غابة حوية: تقع شمال بارق.
- غابة خبت آل حجري: تقع شمال غرب بارق، ويقع شرقها منتزه بارق الجديد.
- غابة الحمض: تقع شمال بارق.
- غابة (جبال): تقع جنوب بارق، ويَمرُّ عليها وادي جبال ويقع فيها منتزه بارق الوطني.

### الجبال
تتميز بارق بأنها منطقة جبلية وقد تميّزت جبال بارق عن غيرها من المناطق المجاورة لها بارتفاعها وضخامة صخورها وتعدد أنواع النبات بها. وتعيش على هذه الجبال الكثير من الحيوانات البرية المتوحشة مثل الذئاب والنمور والضباع والثعالب، كما تعيش عليها الوبارة والأرانب وكثيرٌ من الطيور. وتعتبر الجبال مراعي خصبة للأغنام والماشية، ومن أشهر الجبال:
- جبل اثرب: من أبرز معالم بارق، يشتهر بالعسل، البن والرياحين ويقدر تعداد السكان حوالي 2000 نسمة تقريباً.
- جبل ريدان: يقع في الجنوب الشرقي من بارق، أشهر جبال تهامة على الإطلاق، يشتهر بعسل منقطع نظير، كما يعرف بوفرة مياهه وكثافة أشجاره ذات الروائح الذكية منها: الرند والقيصوم والكاذي والرياحين والشيح، ويرتفع عن سطح البحر حوالي 1,600 متر تقريباً.[177]
- جبل فقعة: يقع إلى الغرب من جبل ريدان، كان معموراً بالسكان والمزارع،[178] وكانت حاصلاته: الشعير، الذرة، الدخن، البن، والرياحين على أختلاف أنواعها، وفيه العسل المُنقطِع النَّظير، وكان لأهله معرفة تامة بتربية النحل، كما كان لهم عناية بتنفيذ البيوت وتنسيقها، وساكنوه آل موسى بن علي من بارق. يبلغ ارتفاعه عن سطح البحر حوالي 1,600 متر.
- جبل بركوك: يقع في الجنوب الشرقي من محافظة بارق، وارتفاع جبل بركوك عن سطح البحر 1,922 متراً ويسكنه حوالي 2,000 نسمة.
- جبل قتروي: جبل ضخم، حيث يمتدُّ إلى أكثر من ثلاثة كيلومترات، ويقع غرب بارق إلى الغرب من وادي شري ويرتفع عن سطح البحر 1,100 متر
- جبل ناحت: يقع جنوب جبل اثرب، ويُطِلُّ على بلاد آل جبلي وآل سباعي، ويقع شرق بارق، ويعتبر من وافد وادي الواددين ووادي المرارة ووادي الركس، ويرتفع عن سطح البحر حوالي 1,600 متر تقريباً.
- جبل القمر: ويقع إلى جنوب جبل اثرب وإلى الشرق من جبل فقعة، وبالتحديد شرق بارق، ويبلغ ارتفاعه عن سطح البحر حوالي 1,700 متر.

### الأودية
تضمُّ بارق الكثير من الأودية بحكم موقعها، ومن أبرز هذه الأودية:
- وادي شري: المعروف بوادي بارق، يعتبر من أشهر أودية اليمن على الإطلاق،[180][181] ويتميز بجريانه طوال العام.[معلومة 14] ينحدر من أعالي جبال السروات، ثم يسيل من شمال جبل اثرب، ويخترق وسط بلاد بارق حتى يسيل في وادي بقرة ثم إلى وادي حلي.
- وادي بقْرة: أكبر وأشهر أودية بارق التاريخية، ذكره الهمداني في بلاد بارق.[182] ينحدر من أعالي جبال السروات، ويسيل من جنوب بارق،[183] وهو الحد الفاصل بين بلاد آل جبلي من بارق وآل دريب،[184][185] وتجتمع فيه جميع أودية بلاد بارق عدّى وادي خاط ورافِدة جُرَيّة (حوض وادي يَبَه الأعلى)، ويبلغ طوله حوالي 87 كيلومتراً، ويسيل في وادي حلي بن يعقوب.
- وادي خاط: يعد من أشهر أودية تهامة، ويمتاز بالعيون والأشجار النادرة والشلالات وأشجار البن والكادى والرياحين والورود والحناء وكافَّة أنواع الفواكه، ومن أشهرها الموز. وتقع على ضفافه أكثر من 60 قريةً من بلاد قبيلتي قضريمة وآل فصيل من بطون بارق.
- وادي يَبَه: وهو وادٍ عظيم ومن أكبر أودية الجزيرة العربية. حيث يبلغ طوله نحو 150 كيلا، ينحدر من غرب باشوت، وأهم روافدة: وادي خاط المتكون من وادي جرية ووادي خبت آل حجري من بلد بارق، بهِ غيول مياه جارية طول السنة. معظم قرى ربيعة من بارق تقع على ضفافه، وهو الحد القديم الفاصل بين ربيعة وحميضة من بارق.[186][187]
- وادي جبال: ينحدر من جبال بارق الجنوبية، ومن أشهر روافده وادي العيرية، ويقع إلى الشمال من وادي بقرة.

### المناخ
مناخ بارق بصفةٍ عامَّة حار صيفاً معتدل شتاءً. أما مرتفعات بارق فالمناخ فيها معتدل طول العام وشديد البرودة في فصل الشتاء.
ومتوسط الحرارة في المدينة يتراوح بين °30 مئوية، والصغرى °18. تعتبر بارق أغنى مدن المملكة بالأمطار، إذ أن معدلاتها السنوية تترواح بين 600 – 700 ملم في السنة، وهي في الصدارة على مستوى المملكة السعودية. وتمتاز بأنها تسقط في جميع فصول السنة، ولو أن أكثرها يسقط في فصلي الربيع والشتاء وأقلها في الصيف.
| البيانات المناخية لـبارق          | البيانات المناخية لـبارق | البيانات المناخية لـبارق | البيانات المناخية لـبارق | البيانات المناخية لـبارق | البيانات المناخية لـبارق | البيانات المناخية لـبارق | البيانات المناخية لـبارق | البيانات المناخية لـبارق | البيانات المناخية لـبارق | البيانات المناخية لـبارق | البيانات المناخية لـبارق | البيانات المناخية لـبارق | البيانات المناخية لـبارق |
| الشهر                             | يناير                    | فبراير                   | مارس                     | أبريل                    | مايو                     | يونيو                    | يوليو                    | أغسطس                    | سبتمبر                   | أكتوبر                   | نوفمبر                   | ديسمبر                   | المعدل السنوي            |
| --------------------------------- | ------------------------ | ------------------------ | ------------------------ | ------------------------ | ------------------------ | ------------------------ | ------------------------ | ------------------------ | ------------------------ | ------------------------ | ------------------------ | ------------------------ | ------------------------ |
| متوسط درجة الحرارة الكبرى °م (°ف) | 28.0 (82.4)              | 27.2 (81.0)              | 28.9 (84.0)              | 29 (84)                  | 29.5 (85.1)              | 30 (86)                  | 30.5 (86.9)              | 30 (86)                  | 30.7 (87.3)              | 29.8 (85.6)              | 29.5 (85.1)              | 29 (84)                  | 29.3 (84.8)              |
| متوسط درجة الحرارة الصغرى °م (°ف) | 17.7 (63.9)              | 17 (63)                  | 17.9 (64.2)              | 18.2 (64.8)              | 18.4 (65.1)              | 18.8 (65.8)              | 18.9 (66.0)              | 19.4 (66.9)              | 19.2 (66.6)              | 18.6 (65.5)              | 18.8 (65.8)              | 18.3 (64.9)              | 18.4 (65.2)              |
| الهطول مم (إنش)                   | 11.8 (0.46)              | 14.6 (0.57)              | 18.1 (0.71)              | 20.0 (0.79)              | 14.4 (0.57)              | 49.9 (1.96)              | 157.2 (6.19)             | 167.8 (6.61)             | 92.6 (3.65)              | 24.7 (0.97)              | 10.0 (0.39)              | 12.1 (0.48)              | 593.2 (23.35)            |
| [بحاجة لمصدر]                     |                          |                          |                          |                          |                          |                          |                          |                          |                          |                          |                          |                          |                          |

## السكان

### سكان بارق قديمًا
يُقدَّر عدد سكان بارق في عصر النبوة بما بين 8 و15 ألف نسمة، وخلال عهد الخلفاء الراشدين خرجت مجموعات كبيرة منهم إلى حروب الردة والفتوحات الإسلامية، فاستشهد الكثيرون، وأقام آخرون في المجتمعات الإسلامية الجديدة في بلاد الشام والعراق وما وراء النهر، مما أنقص عدد السكان عدة آلاف، وقد ذكر الطبري أن في عام 13 هـ قدم على عمر بن الخطاب غزاةٌ من بارق وكنانة في 700 رجلٍ عامَّتهم من بارق. أي حوالي 400 رجل يطلبون الجهاد، فسرَّحهم إلى العراق. وذكر ابن خلدون وابن الأثير أن عمر سرَّحَ في عام 14 هـ 1,500 رجلاً من بارق إلى القادسية. أيُّ ما مجموعه 1,900 رجل هجروا بارق للجهاد في عهد عمر بن الخطاب. وممَّا يدل على تعدادهم الضخم آنذاك ذكر الطبري أن عمر سَئَل عرفجة البارقي عن نسبه فقال: أنا امرؤٌ من الأزد، ثم من بارق، في كهف “لا يحصى عدده”، وحسب غير مؤتشب. وكان جميع السكان من قبيلة بارق الأزدية، وإليهم تُنسَب المنطقة.

### سكان بارق حديثًا
من الطبيعي أن عدد سكان بارق ازداد مع العصور، وقد ذكر البريطاني كيناهان كورنواليس أن تعداد أهل بارق قبل الحرب العالمية الأولى كان (12300 ألف رجل). يتوزعون على أكثر من 50 قرية مبنية من الحجر، و12300 رجل يقدرون في المتوسط العائلي بما بين 40 و60 ألف نسمة، وهناك مصادر أخرى تؤكد ذلك. وفي إحصائيات عام 1974م كان تعداد السكان 50,000 نسمة. وشهدت بارق في العقود الثلاثة الأخيرة تناقصًا كبيرًا في عدد سكانها لهجرتهم للعمل لعدم توفّر الوظائف والخدمات ببارق، فبلغ عددهم حسب إحصاءات عام 1992م حوالي 34 ألف نسمة فقط. ينتمي معظم السكان إلى قبيلة بارق، وبعضهم من أهل بارق المقيمين فيها منذ قرون طويلة، والبعض الآخر من القادمين من البلاد العربية والأجنبية للعمل، ويتوزَّع السكان في أربع دوائر عمرانية مركزها ساحل، وشمالاً الخوش وشرقاً القريحاء وصعبان جنوباً وغرباً العجمة. يبلغ عدد سكان بارق بحسب إحصائيات عام 2010، حوالي 50,113 نسمة.
| إحصائية سكان بارق لعام (2010) | إحصائية سكان بارق لعام (2010) | إحصائية سكان بارق لعام (2010) | إحصائية سكان بارق لعام (2010) | إحصائية سكان بارق لعام (2010) | إحصائية سكان بارق لعام (2010) | إحصائية سكان بارق لعام (2010) | إحصائية سكان بارق لعام (2010) | إحصائية سكان بارق لعام (2010) | إحصائية سكان بارق لعام (2010) | إحصائية سكان بارق لعام (2010) | إحصائية سكان بارق لعام (2010) | إحصائية سكان بارق لعام (2010) | إحصائية سكان بارق لعام (2010) |
| ----------------------------- | ----------------------------- | ----------------------------- | ----------------------------- | ----------------------------- | ----------------------------- | ----------------------------- | ----------------------------- | ----------------------------- | ----------------------------- | ----------------------------- | ----------------------------- | ----------------------------- | ----------------------------- |

| المساكن المشغولة | ذكور مواطنين | إناث مواطنين | جملة المواطنين | ذكور أجانب | إناث أجانب | جملة الأجانب | جملة الذكور | جملة الإناث | جملة السكان |
| ---------------- | ------------ | ------------ | -------------- | ---------- | ---------- | ------------ | ----------- | ----------- | ----------- |
| 9121             | 21270        | 23463        | 44733          | 4735       | 645        | 5380         | 26005       | 24108       | 50113       |

## الثقافة والتعليم

فتى بالزي التقليدي اليومي في بارق عام 1946م.

سيدة بالزي التقليدي اليومي في بارق قديماً وهو عبارة عن طاقة وحوكة ومظلة.

تأثرت ثقافة بارق بالثقافات المجاورة لها كالحميرية واليمنية والحجازية وازدهرت ثقافتها من التجار العرب الذين يتوافدون علي سوق حباشة سنوياُ، أشهر أسواق العرب آنذاك، وكان يمتاز طريق بارق بالأمان، فقد اختصَّه العرب والحباش لسلامة قوافلهم من قطاع الطرق. وبالتالي فهي تمتلك تراثاً ثقافياً غنياً.

### الزي التقليدي
تتنوع التضاريس في منطقة بارق، وبهذا التنوع التضاريسي تتنوع الملبوسات، وفي منطقة بارق ثراء وتنوُّع واضح في هذا الجانب، فسُكَّان المناطق الجبيلة يرتدون خلاف ما يرتديه سكان المناطق الساحلية. هذا قديماً، وإلا الآن يتشارك الجميع في لبس الزي السعودي والموضة العالمية، ولكن ما زال كبار السن يرتدون الباس التقليدي القديم.

### المطبخ
لكل منطقةٍ أكلات شعبية خاصة بها، ومنطقة بارق من المناطق التي اعتاد سكانها على عمل أكلات شعبية خاصة بهم، وتتنوَّع هذه المأكولات ومن أشهرها: الخمير والدخن والعريكة والعصيد والجلمة والحنيذ والمظبي والمندي والمشبك وغيرها من المأكولات.

### الفنون الشعبية
تشتهر منطقة بارق بفنونٍ شعبية كثيرة توارثتها جيلاً بعد جيل، وتطورت حتى أصبح هذا الفنّ يفوق العشرات. في الوقت الحاضر اندثر هذا الفن، ولا يعرف عنه جيل اليوم إلا ما يسمعه من الأجداد والآباء عنه، وبقي من هذه الفنون الشيء القليل الذي لا زال الناس يمارسونه في حفلات الزواج والأعياد والمناسبات، ولكلٍّ من هذه الفنون أداة وألحان وأشعار وأصوات ومناسبات خاصة بها.

### التعليم
بلغ تعداد المدارس لعام 1434 هـ أكثر من 107 مدارس وأكثر من 13,000 طالبٍ وطالبة وأكثر من 1,500 معلم ومعلمة بمحافظة بارق، وقيَّد إنشاء مدينة جامعية تتبع جامعة الملك خالد، ومن المقرَّر أن تفتتح مع العام الدراسي 2014، وتقدر القدرة الاستيعابية للجامعة بما يقارب 5,000 طالب وطالبة.

## الاقتصاد

رجال ونساء من آل حميضة ببارق عند بئر زلبان يسقون مواشيهم عام 1946م.

كان يتمثل النشاط الاقتصادي في منطقة بارق في أربعة أنشطة رئيسيَّة، هي الزراعة والتجارة والرعي والصناعة، وكان يعتمد السكان المحليون خاصة على ناحية الزراعة بالدرجة الأولى.

### الزراعة والرعي
اعتمد سكان المنطقة في الماضي بشكل رئيسي لمعيشتهم على الزراعة، حيث كانت مصدر الرّزق الرئيسي في المقام الأول نظراً لخصوبة وادي بارق واتساعه، وهي ذات مساحات زراعية شاسعة تقدر بحوالي 150,000 دونم، ومن أهم المحاصيل: الذرة بأنواعها، والسمسم، والدخن، وأنواع من الفواكه والخضروات. وقد ذكر الشريف البركاتي عام 1911م أن وادي بارق من أعظم الأودية اتساعاً، وهو خصب التربة وخيراته كثيرة. وذكر أيضاً البريطاني كورنواليس أن بارق واحدةٌ من أخصب مدن عسير الأربع، وهي أبها ورجال المع وتنومة وبارق. وأضاف قائلاً: بارق إقليم مستوٍ في طبيعة أرضه، وترويه المياه جيداً، كما تُزرَع فيه الذرة والدخن والشعير والسمسم، وهذه محاصيله الأساسية. وقال الرحَّالة ويلفريد ثيسيجر (1946م): قبائل بارق «المستقرة» تمتلك قليلاً من الجمال وبعض الأبقار، وأحجاماً جيدة من قطعان الضأن والماعز، ولكنهم أساساً مزارعون يقومون بزراعة الدخن والذرة سواء في سهول صغيرة تسقى عن طريق السيول، أو في بقع طينية في بطون الأودية. واهتمُّوا أيضا ً بتربية المواشي ورعاية الثروة الحيوانية واستخراج فوائدها. إذ عُرف كلٌ من اللحم والسمن والزبدة المُستَخرجة من اللبن بمذاقٍ ذا جودة عالية وفريدة، واعتمد السكان على هذه الثروة مع الزراعة في تكوين أساسيات غذائهم.

### التجارة
اشتهرت في بارق العديد من الأسواق التي كانت نشطة جداً، وتعود الأسواق التجارية في المنطقة إلى آلاف السنين منذ سوق حباشة، الذي كان يأتي الناس من كلّ مكانٍ للبيع والشّراء فيه، وكانت في بارق خمسة أسواقٍ أسبوعياً، وقد عرفها السكان وسمُّوها بأيام الأسبوع، حيث يكون لكل قبيلة سوق تتولَّى فيه مسائل التنظيم والمحافظة على ديناميكية العمل التجاري بين مرتادي السوق من القبائل الأخرى. كانت بعض تلك الأسواق تتجاوز العمل التجاري، فتُعقَد فيها الاتفاقيات وتُحَلُّ الخصومات. وكانت المنطقة مركزاً تجارياً مهماً للبلاد، لأنها تستقطب قوافل تجار المناطق المجاورة والمناطق الواقعة على ساحل البحر الأحمر. من أهم البضائع الي تتوفر بالأسواق الخضروات بأنواعها والحبوب بأنواعها والملابس. كما تتوفَّر في السوق الأدوات المنزلية القديمة، وتباع فيها أيضاً الأغنام والأبقار وغيرها. ولقد اندثرت هذه الأسواق ولم ييبق منها سوى سوق الأربعاء وسوق الجمعة، وكان لهذه الأسواق دورٌ في النواحي الاجتماعية والثقافية والاقتصادية، فمن خلالها يتجمَّع الناس لهدف البيع والشراء وتبادل الأخبار والثقافات كالشعر ونحوها.
| اسم السوق    | القبيلة        | مكان انعقاده |
| ------------ | -------------- | ------------ |
| سوق السبت    | آل جبلي        | الميفاء      |
| سوق الأحد    | آل موسى بن علي | القريحاء     |
| سوق الأثنين  | أهل بقْرة       | القنعات      |
| سوق الثلاثاء | أهل نعص        | المنظر       |
| سوق الأربعاء | آل حميضة       | العجمة       |
| سوق الخميس   | آل سباعي       | ساحل         |
| سوق الجمعة   | أهل أثرب       | الفصيلة      |

### تربية النحل
تشتهر محافظة بارق بإنتاجها المتميّز من أنواع العسل، الذي يعتبره السكان غذاءً ودواءً، وهو في المحافظة على أنواع أجودها:
- عسل السدر: والمقصود بذلك أشجار السدر التي يتغذَّى عليها النحل، وتنتشر أشجار السدر على ضفاف وادي بارق وفي المزارع، ويتميز عسل السدر بلونه الذهبي الجذاب، وهو من أفضل أنواع العسل حيث يستخدم لعلاج بعض الأمراض، وهو أغلاها سعراً.
- عسل الشوكة: والمقصود هنا أشجار السلم، حيث يتغذى النحل على أزهارها وينتج عسلاً أسود اللون وأكثر كثافة.
- عسل المجرى: عسل تشتهر به بارق، وهو عسل نادر جداً ، لونه يميل للأبيض ، ثقيل جداً، طعمه أشد حلاوة من الأنواع الأخرى، وهو يؤخذ من أزهار المجرى وهي لا تظهر إلا على سفوح الجبال، ولا تدوم طويلا، لذا نجد أنه يباع بأسعار مرتفعة.
- عسل السمر: وهو مستخلص من براعم شجر السمر، ويكون موسم هذا العسل من بداية فصل الصيف إلى وقت دخول الربيع، يتميز هذا النوع من العسل باحمرار لونه والمائل إلى السواد وذو رائحه قويه.
- عسل القتادة: هذا النوع من العسل مصدره القتاد، لونه عنبري فاتح، وهو من النوع الخفيف، ذو طعم لذيذ.
- عسل الصاب: مذاقه مر، من فوائده منشط، مقوي للشعر.
- عسل المراعي: ويقصد به زهور النباتات البرية التي تنبت بعد هطول الأمطار، ويميل لون هذه الأزهار إلى الأحمر.

### زيت السمسم
تشتهر بارق بإنتاج وتصدير زيت السمسم، والذي تشتهر بزراعته خلال فصلي الصيف والخريف، وتصنع معصرة السمسم التقليدية من سيقان الأشجار المعمرة ذات الحجم الكبير على شكل إناء مخروطي مجوف من الداخل. وبعد وضع بذور السمسم في المعصرة تُضَاف كميات مناسبة من الماء إلى البذور، وتُحرَّك البذور داخل المعصرة بواسطة “القطب” بحركةٍ دائرية عن طريق جمل يواصل العمل لساعاتٍ طويلةٍ في اليوم، وهو مغمض العينين حتى لا يصاب بالدوار. وتستغرق العملية الواحدة لعصر السمسم أكثر من أربع ساعات، ليحصل بعدها صاحب المعصرة على زيت السمسم، والذي يُعرَف أيضاً باسم السليط، وقد ذكر الشريف البركاتي (1911م) أن أهل بارق يعتنون اعتناءً كبيراً باستخراج زيت السمسم وتصديره.

## العمارة

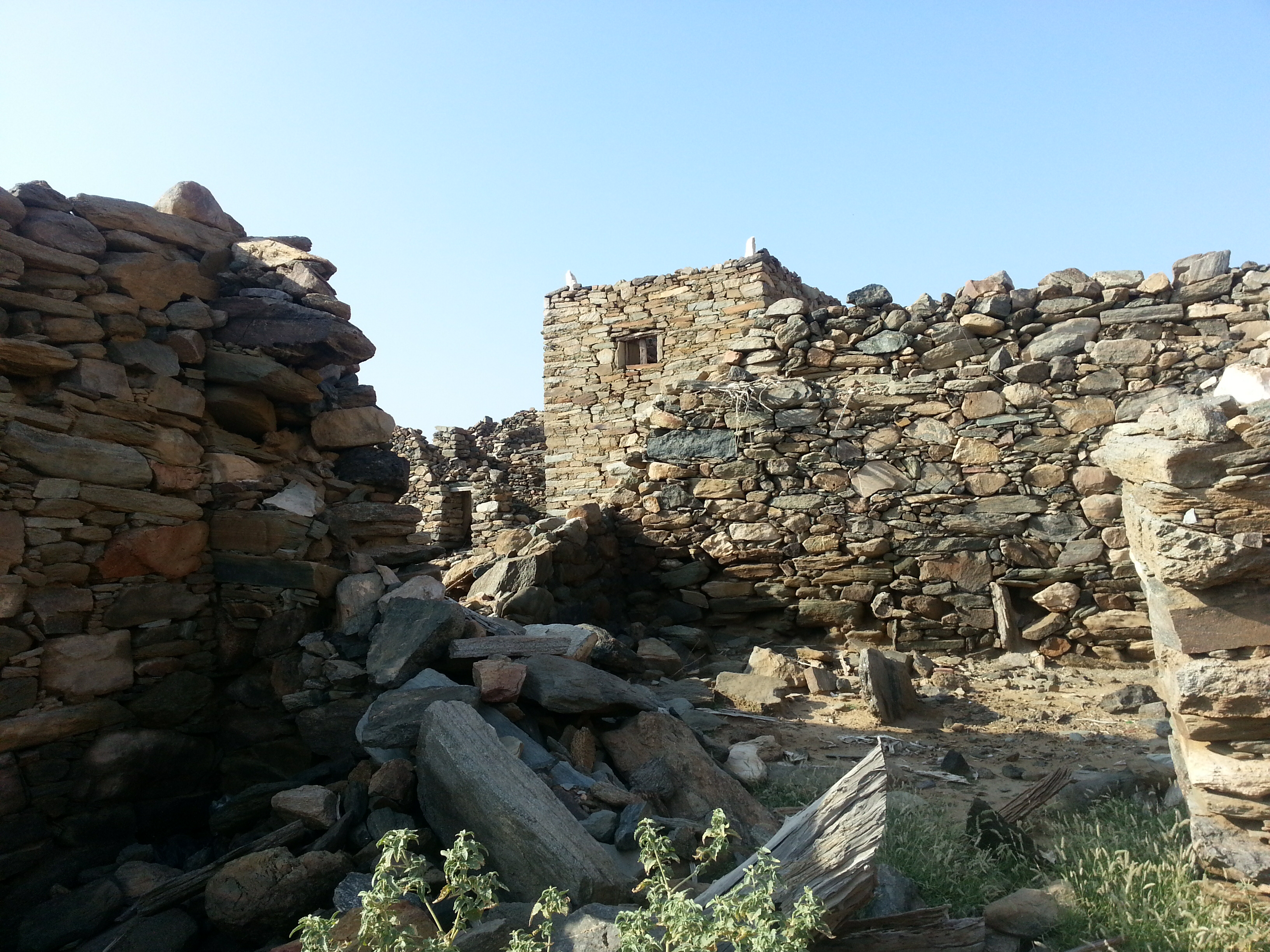
لا تزال بعض البيوت ماثلةً في قرية ساحل القديمة.

بنى البارقيون منازلهم من الحجارة الصلبة والطين، ففي القرى القديمة تجد المنازل تتكوَّن من عددٍ من الأدوار، منها الدوران والثلاثة أدوار، وما تزال آثار هذهِ المباني ماثلةً حتى الآن. وقد ذكر صاحب الرحلة اليمانية البركاتي عن الشريف حسين بن علي مرورهم ببارق، الذي كان في عام 1911م/1329هـ، حيث قال: «إن قرى وادي بارق تبلغ خمسين قرية، كلها مبنيَّة بالحجر المنحوت الجميل، والدور فيها من طبقين إلى ثلاث». كما أبدى اندهاشه بالفن المعماري في بارق. وذكر أيضاً البريطاني كيناهان كورنواليس (1916م) منطقة بارق ووصفها بـ«الفنية»، وقال: «تحتوي بارق على أكثر من 50 قرية مبنية من الحجر، ومنها ساحل، وهي  قرية كبيرة مؤلفة من 250 بيتًا من الحجر، وهي مقر قبيلة آل سباعي، والعجمة وهي قرية كبيرة مؤلفة من 300 بيتٍ من الحجر، وهي مقر قبيلة حميضة». وذكرها أيضاً الرحَّالة ويلفريد ثيسيجر (1946م) قائلاً: «أراضي قبيلة حميضة الزراعية في بارق، يسكن أفرادها في بيوت مستوية الأسقف، بنيت من الحجارة بشكل جميل ومُحكم»،

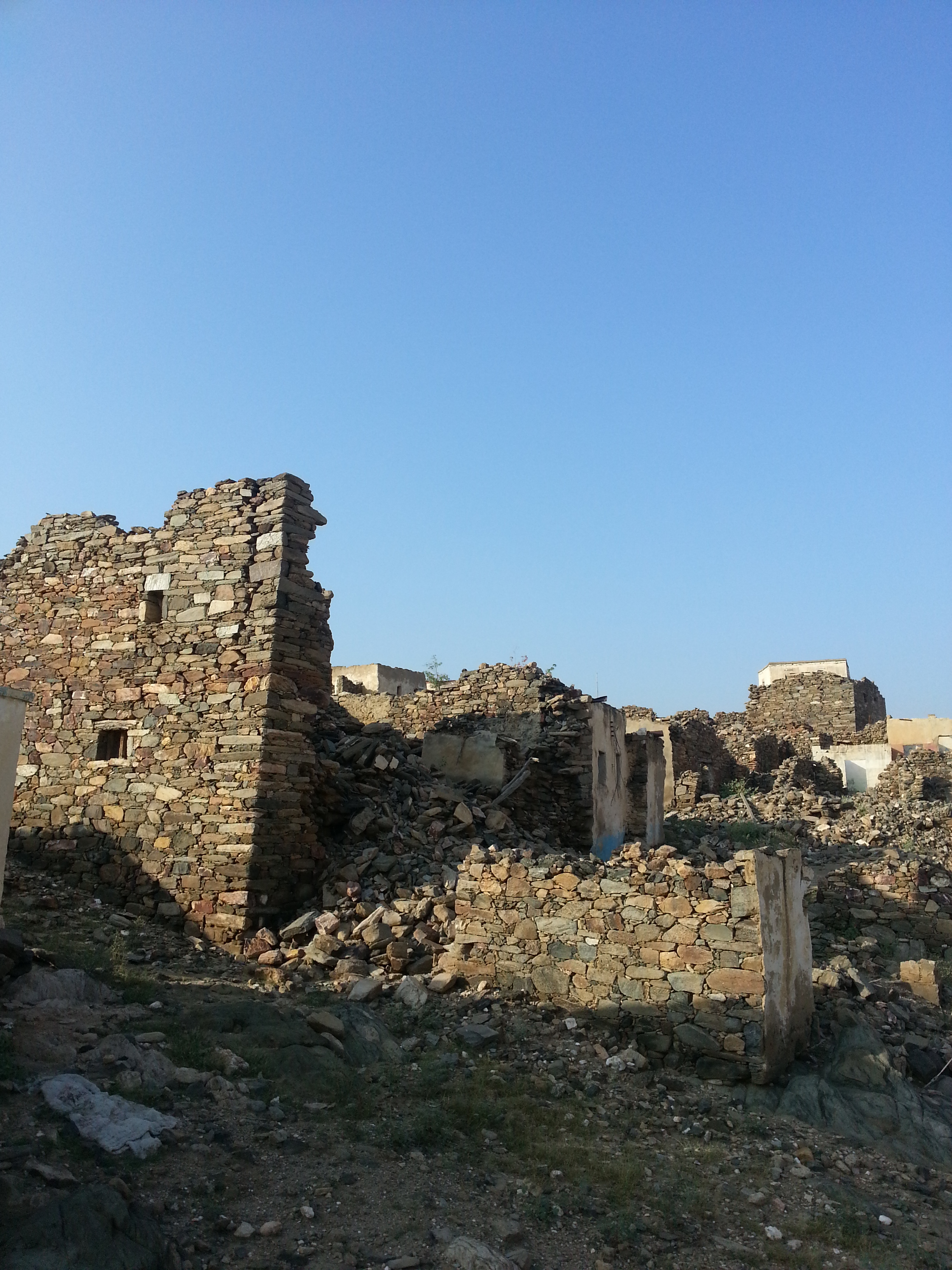
آثار قرية ساحل
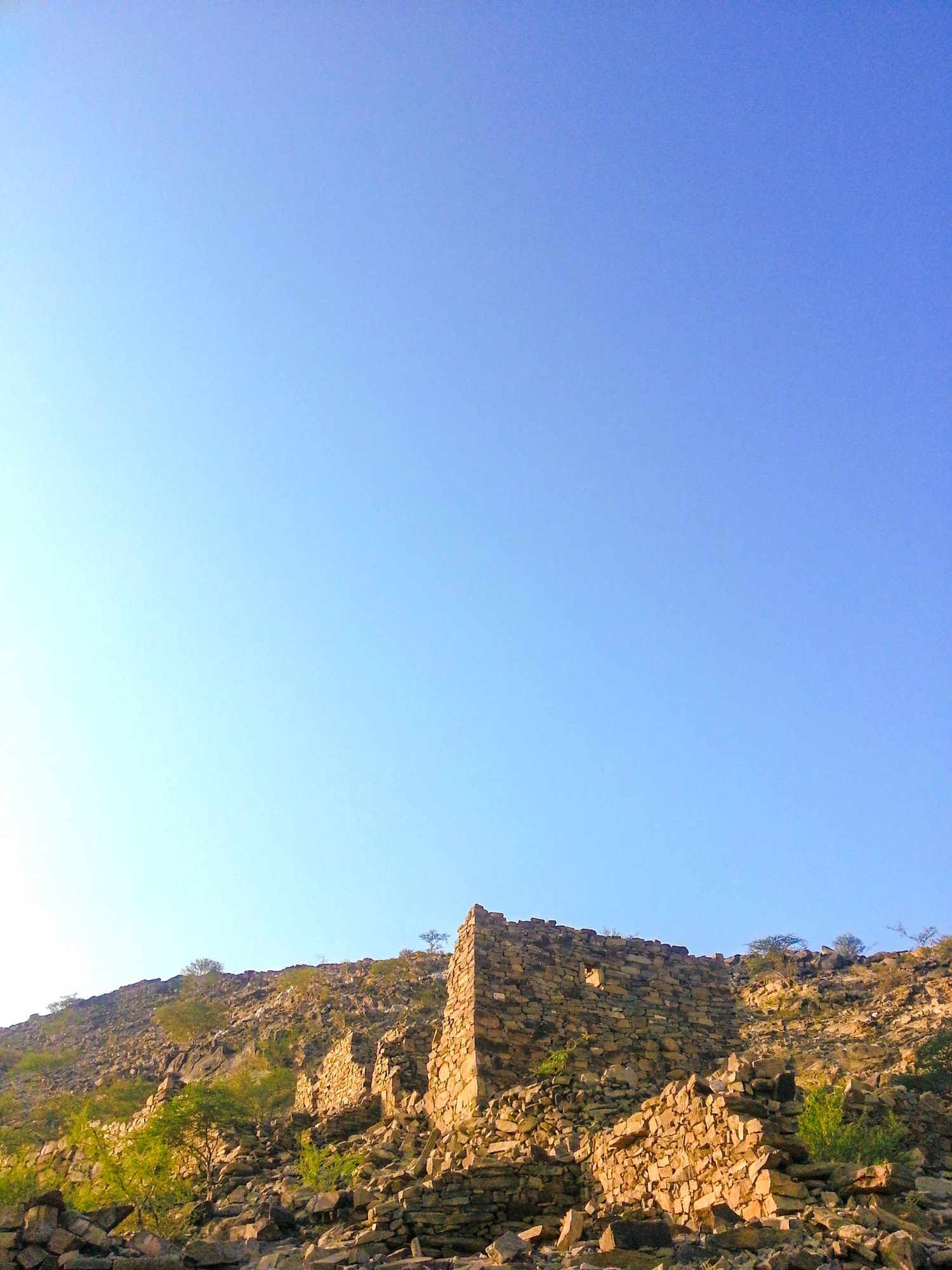
أطلال حصن قديم بوادي شهار
بيوت قديمة، أعالي ريدان

## أعلام بارق
خرج من بارق العديد من الصحابة والعلماء والأدباء عبر مر الزمن، نظرًا لتاريخها العريق. ومن أبرز وأشهر أعلامها:
- عروة البارقي: صحابيّ، من أهل الصفَّة، قائد، قاضي. شهد حروب الردة والفتوحات الإسلامية في العراق والشام. شهد مع علي بن أبي طالب حروبه. ولما قتل علي اعتزل، وعكف على العبادة. سكن الكوفة، فكان فيها من الأشراف. له عدة أحاديث، منها حديثان في صحيح البخاري.
- عرفجة بن هرثمة البارقي: صحابيّ، أمير، من الولاة الشجعان الفاتحين. شهد قائداً حروب الردة في عمان والفتوحات الإسلامية في العراق وبلاد الفرس. فتح الموصل فجعلها خططا لقبائل العرب، وابتنى بها مسجداً فكثرت الدور فيها. وظل واليا عليها حتى مقتل عثمان بن عفان.
- حذيفة بن محصن البارقي: صحابيّ، أمير، شجاع، من القادة. ولاه النبي صلى الله عليه وسلم على عُمان، وأمره أن يأخذ الصدقة من أغنيائهم ويردّها على فقرائهم. وبعد وفاة النبي أقرّه أبو بكر. ثم ولّاه عمر بن الخطاب اليمامة، شهد القادسية.
- حميضة بن النعمان البارقي: صحابيّ. كان شريفا مطاعا، من السادة، الشجعان. ولاه عمر بن الخطاب السراة، ثم وجهه إلى العراق على ألف وخمسمائة فارس من قومه، شهد القادسية وأبلى فيها البلاء الحسن. بنوه أكبر قبيلة في بارق.
- سراقة البارقي: شاعر إسلامي، فارس ثائر، حسن الإنشاد، سريع الخاطر، فيه ظرف ولطف، كان أجمل الناس وجها ومن أحسنهم شعرا.
- أم الخير بنت الحريش البارقي: خطيبة، من ربّات الفصاحة والبلاغة. من شهيرات النساء في الشجاعة، شهدت صفين مع علي بن أبي طالب.
- معقر البارقي: شاعر محسن فصيح، من شعراء الجوّد المقلّين المفضَّلين، من فرسان الجاهلية، شهد يوم جبلة من أعظم أيام العرب في الجاهلية.
- أبيض البارقي: صحابيّ، وفد على النبي صلّى الله عليه وسلم سنة 9 هـ في وفد بارق.
- النعمان بن حميضة البارقي: كان من الخطباء البلغاء، ومن الأشراف الرؤساء في الجاهلية. أورد له الأصبهاني رسالة من أفصح وأبلغ ما كتب العرب.

## المراكز التابعة للمحافظة
- مركز ثلوث المنظر
- مركز جمعة ربيعة
- مركز سيالة والسليم
- بلدة المربع
- وأكثر من 500 قرية أخرى.[246]

## كتب عن المدينة
- المعجم الجغرافي للبلاد العربية السعودية: بلاد بارق. تأليف د. عمر العمروي. الناشر: دار عكاظ. 99 صفحة. صدر منه ثلاث نسخ الأولى في 1979م والثانية في 1982م والثالثة في 1998م.
- الشارق في تاريخ وجغرافية بلاد بارق. تأليف: د. محمود بن محمد آل شبيلي، 2001م.دار النشر: دار البلاد. 279 صفحة (ردمك 9960399699).
- بارق المعاصرة من العصر الجاهلي للعصر الحديث. تأليف: أحمد مريف آل سعيد، 2009م. 280 صفحة (ردمك 9786030043699).